# 地方政府永續發展理事會
地方政府永續發展理事會（英語：ICLEI - Local Governments for Sustainability，舊稱地方政府環境行動理事會或倡导地区可持续发展国际理事会），簡稱為ICLEI，是一個地方政府間國際組織，宗旨是追求永續發展。其成立於1990年9月紐約，時值聯合國召開地方政府永續未來世界大會，由200個地方政府所發起，ICLEI秘書處設於德國波昂。目前ICLEI已有86個國家，超過1000個地方政府作為會員。
ICLEI認為要達成從地方到全球層級的永續發展，在地發起的行動是更有效且具成本效益的途徑。為了支持會員在地方層級上落實永續發展，ICLEI透過在全球各地所設置的機構，提供地方政府會員有關於落實永續發展的技術諮詢、訓練與資訊服務。並與全球夥伴(包括聯合國環境署、聯合國人居署、WWF等)合作開發計劃項目，以回應國際關注之永續發展議題，協助地方政府達到國際上各項協定、議定書、條約的要求及目標。

## 歷史
1990年成立「International Council for Local Environmental Initiatives（國際地方政府環境行動理事會）」，簡稱ICLEI。在2003年，ICLEI經會員投票修改該組織的宗旨，章程和名稱，以反映各地地方政府當前所面對的挑戰，並更廣泛的討論永續發展議題；而該組織正式名稱則改為「ICLEI-Local Governments for Sustainability」地方政府永續發展理事會。 
- 1990年，ICLEI總部秘書處於加拿大多倫多成立[1]。
- 1995年，ICLEI總部秘書處移設德國波昂；並在美國華盛頓特區正式設立美國辦事處「ICLEI美國行政辦公室」[2]。

## 組織

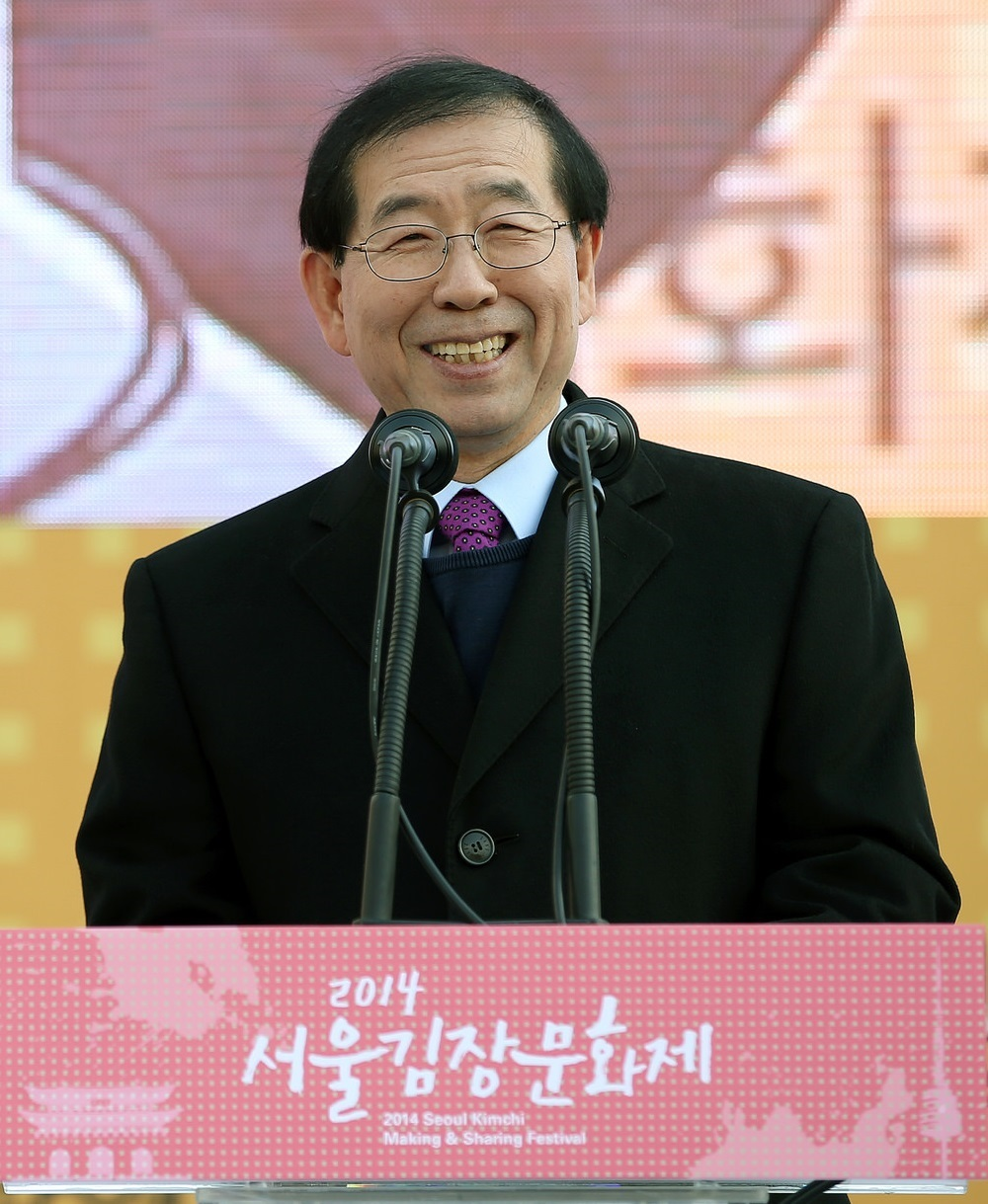
首爾市長朴元淳, ICLEI主席

ICLEI全球秘書處設於德國波昂。ICLEI目前在全球設立8個區域秘書處、5個地方辦事處，6個專業訓練中心。ICLEI目前約有220多名員工：
委員會：ICLEI每三年召開一次全員大會，即為委員會。委員會選舉執行委員會，並通過每三年更新一次的六年策略計畫，以及三年一度的報告。ICLEI也會通過相關的宣示文件，來支持策略計畫。
執行委員會：由來自全球的會員代表選出21席，另有2席為現任主席與副主席。
秘書長：ICLEI國際總部位於德國波昂，設一祕書長及總部全球秘書處執行運作。
諮詢委員會：由執委會設立，為了包括包括為計畫募款、與其他國家政府、國際機構、企業或非政府組織合作等。
國際訓練中心：ICLEI設立了一個專門的訓練中心，位於ICLEI歐洲分會，即在德國弗萊堡。
各地分會：ICLEI在全球許多區域設置分會辦公室，主要協調該區域的相關計畫與行動，提供資訊與訓練。

### 全球和專題中心
ICLEI設有多個永續發展能力訓練中心(Capacity Center)，最早位於德國總部的訓練中心前身為國際培訓中心(International Training Center)，是ICLEI最為永續發展的培訓和會議服務單位。
- 總部能力訓練中心（Capacity Center）：德國波昂，為總部秘書處的永續發展培訓和會議服務單位。
- 總部碳中心（Carbonn Center）：德國波昂，成立於2009年，負責推動各地的碳排放核算及管理。
- 城市生物多樣性中心（Cities Biodiversity Center）：南非開普敦，成立於2011年，負責全球城市生物多樣性的支援服務。
- 高雄能力訓練中心（Kaohsiung Capacity Center，東亞地區高雄環境永續發展能力訓練中心）：臺灣高雄市，成立於2012年，為東亞地區唯一的ICLEI能力建構中心，負責支援東亞地區城市之氣候變化問題，包含生物多樣性及水資源管理等[4]。
- 在地可再生能源中心（Local Renewables Center）：印度新德里，負責協助各地地方政府推動可再生能源的實驗、案例與規劃。
- 永續採購中心（Sustainable Procurement Center）：德國佛萊堡，成立於2012年，負責推動全球各地政府永續採購的理念與措施。

### 生態交通聯盟
- 生態交通聯盟（EcoMobility Alliance）由ICLEI於2011年10月在韓國昌原創建成立，負責推動發展中國家城市生態交通及綠色運具，增進空氣潔淨度，降低噪音汙染並舉辦全球生態交通盛典。
- 聯盟成員由ICLEI成員組成，目前（2017年10月）共有22個成員城市[5]。高雄市為台灣唯一會員城市，2016-2017聯盟主席一職由高雄市市長陳菊擔任。

組織
- ICLEI總部秘書處
  - 聯盟主席辦公室
  - 聯盟成員
  - 聯盟合作夥伴

## 管理人員
現任理事主席（2016）
Park Won Soon - 韓國首爾
現任秘書長（2016）
Gino Van Begin - 德國波昂

## 與臺灣關係
營運參與
ICLEI成立的生態交通聯盟(EcoMobility Alliance)，由高雄市市長陳菊擔任2016-2017聯盟主席一職。
成員
全球目前共計超過1000個城市團體為其會員，在臺灣自2006年高雄市第一個加入起，目前（2023年5月）臺灣已有12個縣市團體加入：
- 臺北市
- 新北市
- 桃園市
- 新竹市
- 新竹縣
- 臺中市
- 雲林縣
- 嘉義市
- 臺南市
- 高雄市
- 屏東縣
- 花蓮縣

聯盟合作夥伴
- 台灣環境行動網

活動
- 2017生態交通全球盛典(EcoMobility Festival)：每兩年一次，由ICLEI發起的EcoMobility Festival，第三屆在高雄的哈瑪星於2017年10月舉行。

## 外部連結
- ICLEI網站（页面存档备份，存于）